# 1959-es magyar férfi vízilabdakupa
A magyar férfi vízilabdakupa 1959-es kiírását az Bp. Honvéd nyerte.

## Eredmények

### Selejtező
| Hely. | Csapat          | M | Gy | D | V | G+ | G– | Gk | P | Továbbjutás vagy kiesés      |  | BPSP | BVSC | B SP |
| ----- | --------------- | - | -- | - | - | -- | -- | -- | - | ---------------------------- |  | ---- | ---- | ---- |
| 1.    | Bp. Spartacus   | 0 | 0  | 0 | 0 |    |    | —  | 0 | Továbbjutott a negyeddöntőbe |  | —    | 7–6  | ?–?  |
| 2.    | BVSC            | 2 | 1  | 0 | 1 | 16 | 10 | +6 | 2 | Továbbjutott a negyeddöntőbe |  | 6–7  | —    | 10–3 |
| 3.    | Budai Spartacus | 0 | 0  | 0 | 0 |    |    | —  | 0 |                              |  | ?–?  | 3–10 | —    |

| Hely. | Csapat              | M | Gy | D | V | G+ | G– | Gk | P | Továbbjutás vagy kiesés      |  | UD  | MTK | UTTE |
| ----- | ------------------- | - | -- | - | - | -- | -- | -- | - | ---------------------------- |  | --- | --- | ---- |
| 1.    | Újpesti Dózsa       | 0 | 0  | 0 | 0 |    |    | —  | 0 | Továbbjutott a negyeddöntőbe |  | —   | 4–3 | ?–?  |
| 2.    | MTK                 | 2 | 0  | 1 | 1 | 9  | 10 | −1 | 1 | Továbbjutott a negyeddöntőbe |  | 3–4 | —   | 6–6  |
| 3.    | Újpesti Tungsram TE | 0 | 0  | 0 | 0 |    |    | —  | 0 |                              |  | ?–? | 6–6 | —    |

| Hely. | Csapat             | M | Gy | D | V | G+ | G– | Gk  | P | Továbbjutás vagy kiesés      |  | BHSE | VAS  | TB  |
| ----- | ------------------ | - | -- | - | - | -- | -- | --- | - | ---------------------------- |  | ---- | ---- | --- |
| 1.    | Bp. Honvéd         | 2 | 2  | 0 | 0 | 15 | 7  | +8  | 4 | Továbbjutott a negyeddöntőbe |  | —    | 10–7 | 5–0 |
| 2.    | Vasas SC           | 2 | 1  | 0 | 1 | 16 | 10 | +6  | 2 | Továbbjutott a negyeddöntőbe |  | 7–10 | —    | 9–0 |
| 3.    | Tatabányai Bányász | 2 | 0  | 0 | 2 | 0  | 14 | −14 | 0 |                              |  | 0–5  | 0–9  | —   |

| Hely. | Csapat          | M | Gy | D | V | G+ | G– | Gk | P | Továbbjutás vagy kiesés      |  | FTC | SZOL | EGER |
| ----- | --------------- | - | -- | - | - | -- | -- | -- | - | ---------------------------- |  | --- | ---- | ---- |
| 1.    | Ferencvárosi TC | 2 | 2  | 0 | 0 | 14 | 5  | +9 | 4 | Továbbjutott a negyeddöntőbe |  | —   | 8–3  | 6–2  |
| 2.    | Szolnoki Dózsa  | 2 | 1  | 0 | 1 | 8  | 10 | −2 | 2 | Továbbjutott a negyeddöntőbe |  | 3–8 | —    | 5–2  |
| 3.    | Egri SC         | 2 | 0  | 0 | 2 | 4  | 11 | −7 | 0 |                              |  | 2–6 | 2–5  | —    |

### Negyeddöntő
játéknap: december 16., 17.
| 1. csapat       | Eredmény | 2. csapat      |
| --------------- | -------- | -------------- |
| Újpesti Dózsa   | 6–3      | MTK            |
| Bp. Spartacus   | 4–5      | BVSC           |
| Ferencvárosi TC | 4–5      | Vasas SC       |
| Bp. Honvéd      | 7–6      | Szolnoki Dózsa |

### Elődöntő
játéknap: december 19.
| 1. csapat     | Eredmény | 2. csapat |
| ------------- | -------- | --------- |
| Újpesti Dózsa | 1–2      | BVSC      |
| Bp. Honvéd    | 6–3      | Vasas SC  |

### 3. helyért
játéknap: december 20.
| 1. csapat     | Eredmény | 2. csapat |
| ------------- | -------- | --------- |
| Újpesti Dózsa | 7–4      | Vasas SC  |

### Döntő
| 1959. december 20. 18:20 | Bp. Honvéd                         | 4–3 | BVSC                        | Sportuszoda Nézőszám: 1000 Játékvezetők: Bozsi Mihály |
| 1959. december 20. 18:20 | (2–1)                              |     |                             | Sportuszoda Nézőszám: 1000 Játékvezetők: Bozsi Mihály |
| 1959. december 20. 18:20 | Gallov 1 Babina 1 Váczi 1 Vedlik 1 |     | Felkai 1 Konrád I 1 Ajkai 1 | Sportuszoda Nézőszám: 1000 Játékvezetők: Bozsi Mihály |

A Bp. Honvéd kupagyőztes csapata: Jeney László, Kökény József — Hevesi István, Babina Lajos, Gallov Rezső, Magony Géza, Németh István, Papp, Váczi József, Vedlik Lajos, edző: Brandi Jenő